# Armstedt
Armstedt er en by og en kommune i det nordlige Tyskland, beliggende i Amt Bad Bramstedt-Land i
den vestlige del af Kreis Segeberg. Kreis Segeberg ligger i den sydøstlige del af delstaten Slesvig-Holsten.

## Geografi
Armstedt ligger omkring 6 km nord for Bad Bramstedt i Geesten. Cirka seks kilometer øst for byen går motorvejen A7 mellem Hamborg og Flensborg, og syd for kommunen går Bundesstraße B206 fra Itzehoe mod Bad Segeberg.
I kommunen, nord for byen Armstedt, har NDR en 182 meter høj radio- og tv-sendemast.